# Steenbreekvaren
De steenbreekvaren (Asplenium trichomanes) is een varen uit de streepvarenfamilie (Aspleniaceae). De kleine, in de winter groenblijvende plant groeit op muren en rotsachtige grond. Hij komt voornamelijk in gematigde streken voor. In Nederland was de zeldzame soort tot 2017 wettelijk beschermd. Alleen in Zuid-Limburg en langs de rivieren Maas en IJssel komt ze wat vaker voor. In Vlaanderen is de soort vrij zeldzaam en komt verspreid voor.

## Determinatie

### Bladen
De bladen zijn gewoonlijk 20 cm lang, maar op vochtige plekken kunnen de bladen een lengte van 40 cm bereiken. Ze zijn enkelgeveerd. De in twee rijen staande talrijke vrijwel gaafrandige deelblaadjes zijn enigszins langwerpig of rond en helder lichtgroen van kleur. In het tweede jaar vallen de deelblaadjes af. De hoofdnerf valt later af. De bladsteel en hoofdnerf zijn zwart tot donkerbruin. Oudere planten lijken daardoor in de lente op pruikjes van zwartglanzend haar.

### Sporenhoopjes

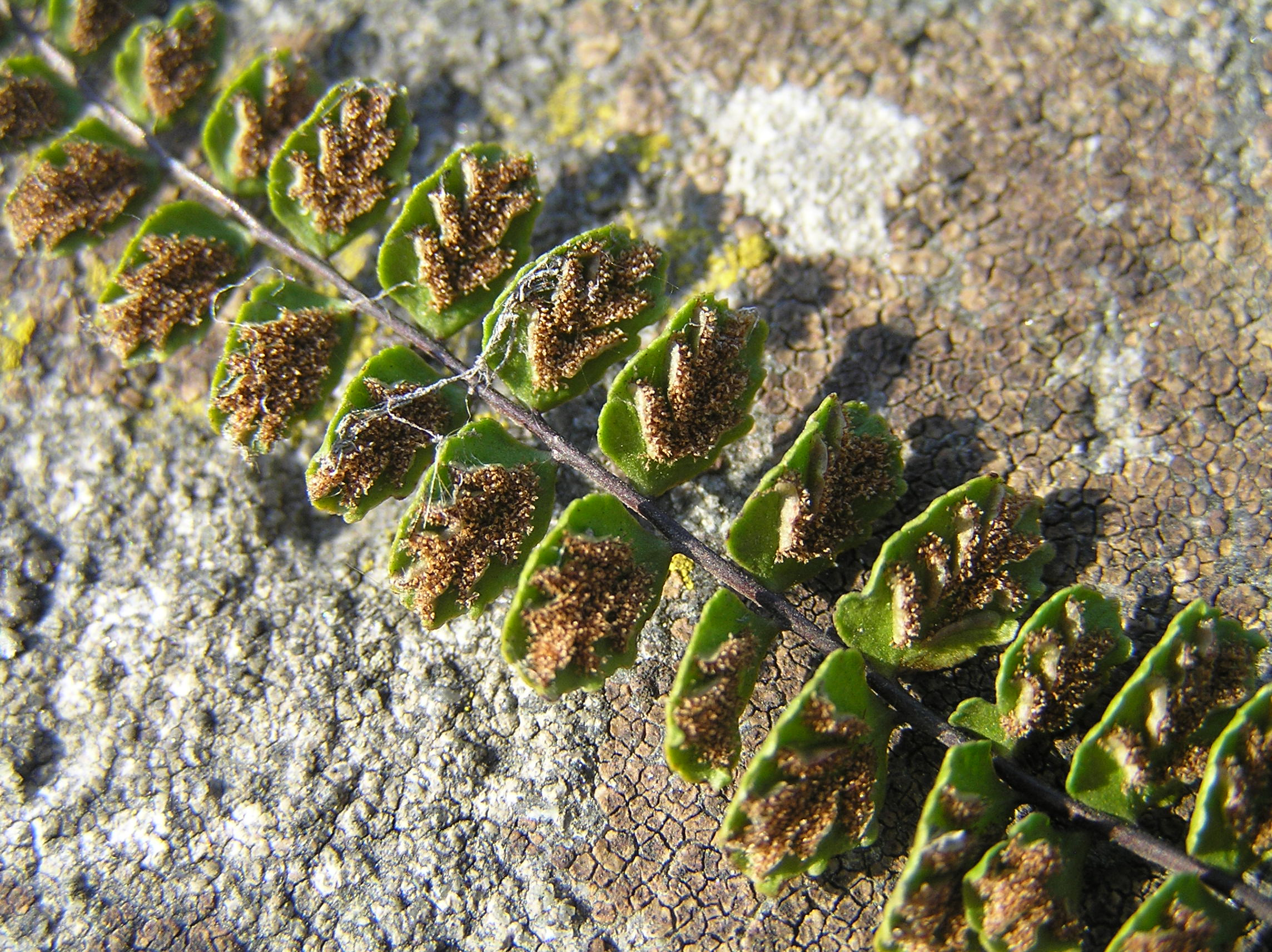
Sporenhoopjes

De sporenhoopjes (sori), die bestaan uit sporangiën, zijn lang en dun. Ze zijn rijp tussen mei en oktober en bedekken dan vrijwel de gehele onderkant van het blad.

## Ondersoorten
Steenbreekvaren kent de volgende vier ondersoorten.
- A. trichomanes subsp. coriaceifolium
- A. trichomanes subsp. pachyrachis
- A. trichomanes subsp. quadrivalens
- A. trichomanes subsp. trichomanes

## Ecologie
Steenbreekvaren wordt het meest gevonden op oude, vochtige muren die op het noorden zijn gericht. Hij kan slecht tegen droogte en vermijdt plaatsen in de volle zon. Hoog op sluis- en brugmuren, boven het water, voelt de plant zich thuis. Zeer zelden wordt steenbreekvaren groeiend in een greppel aangetroffen.

### Syntaxonomie

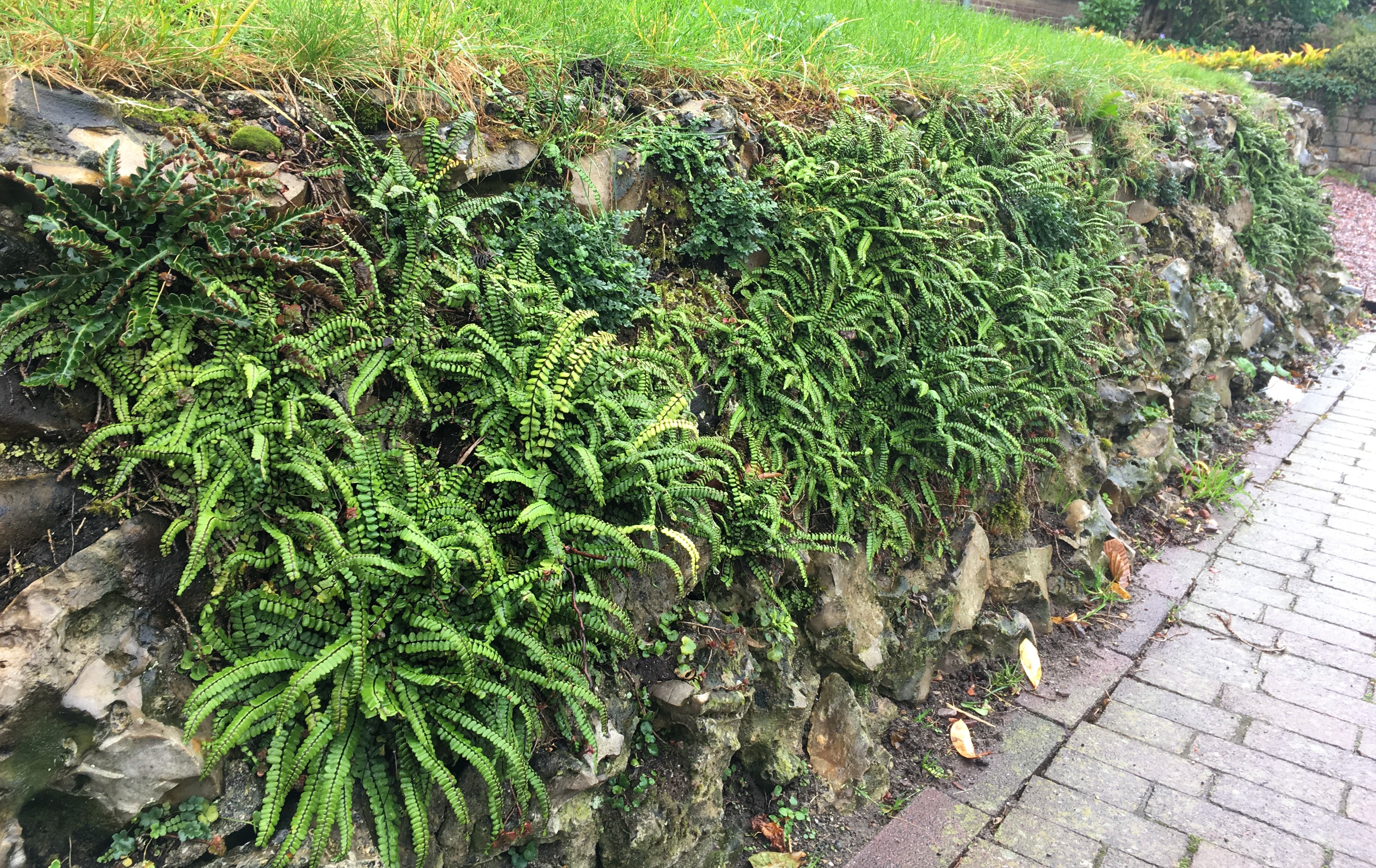
Steenbreekvaren in een muurvegetatie van de muurvaren-associatie

Steenbreekvaren geldt als kensoort van de muurvaren-associatie (Asplenietum rutae-muraria-trichomanis).